# North Weston (Somerset)
North Weston – osada w Anglii, w Somerset, w dystrykcie (unitary authority) North Somerset. Leży 56 km od miasta Taunton, 14 km od miasta Bristol i 186,8 km od Londynu. W 1961 roku civil parish liczyła 1567 mieszkańców.